# Омельная
Омельная (бел. Амяльная) — агрогородок (до 2008 года — деревня) в Ивацевичском районе Брестской области. Находится в 200 км к юго-западу от Минска. Входит в состав Святовольского сельсовета.
До 9 августа 2022 года являлся административным центром Омельнянского сельсовета.